# Germania Bochum
Germania Bochum (celým názvem: Sportverein Germania 06 Bochum e. V.) byl německý sportovní klub, který sídlil ve městě Bochum ve spolkové zemi Severní Porýní-Vestfálsko. Založen byl v roce 1906 pod názvem FK Bochum. Svůj poslední název nesl od roku 1924. Zanikl v roce 1938 po fúzi s TuS Bochum 08 a TV 1848 Bochum do nově založené organizace VfL Bochum. Klubové barvy byly černá a modrá.
Největším úspěchem klubu byla pětiletá účast v Gaulize Westfalen, jedné ze skupin tehdejší nejvyšší fotbalové soutěže na území Německa. Své domácí zápasy odehrával na stadionu Germania-Sportplatz an der Castroper Straße.

## Historické názvy
Zdroj: 
- 1906 – FK Bochum (Fußballklub Bochum)
- 1924 – fúze s Vorwärts Bochum ⇒ SV Germania Bochum (Sportverein Germania 06 Bochum e. V.)
- 1938 – fúze s TuS Bochum 08 a TV 1848 Bochum ⇒ VfL Bochum
- 1938 – zánik

## Umístění v jednotlivých sezonách
Stručný přehled
Zdroj: 
- 1933–1938: Gauliga Westfalen

Jednotlivé ročníky
Zdroj: 
Legenda: Z - zápasy, V - výhry, R - remízy, P - porážky, VG - vstřelené góly, OG - obdržené góly, +/- - rozdíl skóre, B - body, zlaté podbarvení - 1. místo, stříbrné podbarvení - 2. místo, bronzové podbarvení - 3. místo, červené podbarvení - sestup, zelené podbarvení - postup, fialové podbarvení - reorganizace, změna skupiny či soutěže
| Velkoněmecká říše (1933 – 1938) |                   |        |    |    |   |   |    |    |     |    |        |
| Sezóny                          | Liga              | Úroveň | Z  | V  | R | P | VG | OG | +/- | B  | Pozice |
| 1933/34                         | Gauliga Westfalen | 1      | 18 | 9  | 1 | 8 | 51 | 39 | +12 | 19 | 4.     |
| 1934/35                         | Gauliga Westfalen | 1      | 18 | 6  | 6 | 6 | 29 | 30 | -1  | 18 | 5.     |
| 1935/36                         | Gauliga Westfalen | 1      | 18 | 11 | 3 | 4 | 37 | 20 | +17 | 25 | 2.     |
| 1936/37                         | Gauliga Westfalen | 1      | 18 | 7  | 2 | 9 | 26 | 33 | -7  | 16 | 8.     |
| 1937/38                         | Gauliga Westfalen | 1      | 18 | 7  | 3 | 8 | 27 | 42 | -15 | 17 | 5.     |